# Pierluigi Pairetto
Pierluigi Pairetto (* 15. červenec 1952, Turín) je bývalý mezinárodní fotbalový rozhodčí.

## Kariéra rozhodčího
V roce 1980 začal pískat zápasy Serie B a Serie A. V roce 1989 měl na svém kontě odpískáno 45 zápasů nejvyšší italské soutěže a mezitím byl zapsán do listiny rozhodčích FIFA. Byl také nominován jako rozhodčí na Mistrovství Evropy ve fotbale 1992 a Mistrovství světa ve fotbale 1994. Rozhodoval na Mistrovství Evropy ve fotbale 1996 v Anglii zápas mezi Českem a Německem a finále Poháru vítězů pohárů 1995/96 mezi Paris Saint-Germain a Rapid Wien.
Po kariéře rozhodčího v 1998 byl jmenován rozhodčí, první v Serie C (1998-1999), pak v Serie A s Paolo Bergamo mezi 1999 a 2005. To bylo mezi 2002 a 2006 místopředseda rozhodčích UEFA výboru (první italská vůbec). Byl zapojen do skandálu v italském fotbale v roce 2006, protože často telefonický kontakt měl s Luciano Moggi skandálem a později byl odstraněn z role, kterou hrají v rozhodčích UEFA výboru, byly nahrazeny Pierluigi Collina. Následně odsouzen v prvním stupni, vyloučení 2 roky a 6 měsíců, ve druhém stupni za 3 roky a 6 měsíců a 2 roky a 6 měsíců v rozsudku ze dne CONI.